# Kurt Hoegg
Kurt Hoegg (* 15. April 1918) war ein deutscher Fußballspieler. Für Rotation/Einheit Dresden spielte er in den 1950er Jahren in der DDR-Oberliga, der der höchsten Spielklasse im DDR-Fußball.

## Sportliche Laufbahn
Im entscheidenden Spiel um die sächsische Meisterschaft 1949/50 zwischen der SG Dresden-Mickten und der SG Lauter (3:2) am 10. April 1950 in Chemnitz wurde der 32-jährige Hoegg als linker Verteidiger eingesetzt. Als Meister Sachsens nahm Mickten erfolgreich an der Aufstiegsrunde zur DDR-Oberliga teil. Noch während der Aufstiegsspiele wurde die SG Mickten in die Betriebssportgemeinschaft (BSG) Sachsenverlag Dresden eingegliedert. Zu Beginn der Oberligasaison 1950/51 wurde die BSG in Rotation Dresden umbenannt. Hoegg gehörte zum Kader der BSG Rotation und bestritt sein erstes Oberligaspiel am 2. Spieltag in der Begegnung Motor Dessau – Rotation Dresden (3:1) auf der rechten Abwehrseite. Auf dieser Position absolvierte er auch die meisten seiner 30 Oberligaspiele, mit denen er zum Spielerstamm der Dresdner gehörte. Diesen Status verteidigte er bis zur Spielzeit 1953/54, sodass er in vier Spielzeiten 107 von 130 ausgetragenen Punktspielen bestritt. Lediglich in der Saison 1952/53 musste er verletzungsbedingt zwölf Spiele pausieren. Seine letzte Oberligasaison bestritt Hoegg 1954/55. In der Hinrunde wurde er bei 13 Punktspielen noch neunmal eingesetzt, in der Rückrunde spielte er nur noch zweimal. Sein letztes und 118. Oberligaspiel bestritt Hoegg am 20. Februar 1955 in der Begegnung des 19. Spieltages Chemie Halle – Einheit Dresden (2:2), in der in 75. Minute eingewechselt wurde. Sein einziges Oberligator erzielte er am 19. April 1953 im Spiel Lok Stendal – Rotation Dresden, als er den Treffer zum 2:3-Endstand erzielte.